# Heinrich Josten
Heinrich Josten (* 11. Dezember 1893 in Malmedy; † 24. Januar 1948 in Krakau) war ein deutscher SS-Obersturmführer und Angehöriger des Wachpersonals im KZ Auschwitz.

## Leben
Josten, von Beruf Schlosser, trat zum 1. April 1933 der NSDAP (Mitgliedsnummer 1.593.636) und im selben Jahr der SS (SS-Nummer 92.316) bei. In der SS stieg Josten 1944 bis zum SS-Obersturmführer auf. Ab 1939 gehörte er der Waffen-SS an und wurde ab dem 26. Juli 1939 im KZ Flossenbürg eingesetzt. Nach Ausbruch des Zweiten Weltkrieges leistete er kurzzeitig Kriegsdienst bei einem Regiment der Waffen-SS. Danach war Josten im KZ Sachsenhausen eingesetzt.
Am 25. Juni 1940 erfolgte seine Versetzung in das KZ Auschwitz, wo er bis zur „Evakuierung“ des Lagers Mitte Januar 1945 tätig war. Zunächst wurde Josten als Kommandoführer und in der Arrestverwaltung eingesetzt. Danach wurde er zum Kommandeur der II. und III. Wachmannschaft und anschließend Leiter des Referats Waffen und Geräte bei der Lagerkommandantur. Von dort wechselte er zur Abteilung IIIa - Arbeitseinsatz. Von Oktober 1943 bis Januar 1945 war Josten II. Schutzhaftlagerführer im KZ Auschwitz (Stammlager), zuletzt unter dem  I. Schutzhaftlagerführer Franz Hößler. Josten leitete mehrmals Erschießungskommandos in den Kiesgruben.
Nach der „Evakuierung“ des KZ Auschwitz wurde Josten im Januar 1945 Lagerführer des Außenlagers Boelcke-Kaserne des Konzentrationslagers Mittelbau. In diesem Lager starben unter seiner Lagerführung aufgrund von Mangelernährung, Vernachlässigung und unhygienischen Zuständen Tausende von Häftlingen. Wenige Tage bevor das Außenlager Boelcke-Kaserne durch Soldaten der US-Army befreit wurde, setzte sich Josten mit weiteren SS-Männern Anfang April 1945 zum KZ Bergen-Belsen ab.
Nach seiner Festnahme wurde Josten in Polen im Krakauer Auschwitzprozess vor dem Obersten Nationalen Tribunal Polens am 22. Dezember 1947 wegen seiner Beteiligung an Selektionen zum Tode verurteilt. Das Urteil wurde am 24. Januar 1948 im Krakauer Montelupich-Gefängnis durch Hängen vollstreckt.